# Río Songhua
Songhua, léase Song-Júa (en chino, 松花江; pinyin, sōng hūa jīang) o Sunggari es un largo río asiático que discurre por el noreste de China, y es el mayor de los afluentes del río Amur (este último y literalmente, «río del Dragón Negro», en la provincia china de Heilongjiang). Tiene una longitud de 1897 km  (que lo sitúan entre los 70 ríos más largos del mundo y es el quinto río más largo de China) y drena una gran cuenca de 549 090 km²
Administrativamente, discurre por las provincias chinas de Heilongjiang y Jilin.
El río Songhua, como muchos otros grandes ríos, ha sido escenario de inundaciones y desastres naturales a lo largo de su historia, afectando significativamente a las poblaciones ubicadas a sus orillas. La rápida urbanización y la expansión de las ciudades a lo largo del río aumentan la vulnerabilidad de las poblaciones a las inundaciones. Tras las repetidas inundaciones, se han construido numerosas presas y embalses en el río Songhua para regular el flujo de agua y prevenir inundaciones; como también mejoras en los sistemas de alerta temprana y la implementación de mejores prácticas de gestión de recursos hídricos. Asimismo se han desarrollado planes de contingencia consistentes en  planes de gestión de emergencias y evacuación para las poblaciones en riesgo, y capacitación y ejercicios regulares para prepararse para posibles desastres.
La extrema llanura de la Llanura del Noreste de China ha hecho que el río serpentee con el paso del tiempo, llenando la amplia llanura de lagos oxbow, como vestigios de los anteriores recorridos del río.

## Etimología
Según V. A. Nikonov, el origen del hidrónimo es presumiblemente de las lenguas tungúsico-manchúes con el significado de "lechoso", debido al color turbio del agua del lodo erosionado, pero esta versión necesita un estudio crítico.

## Geografía

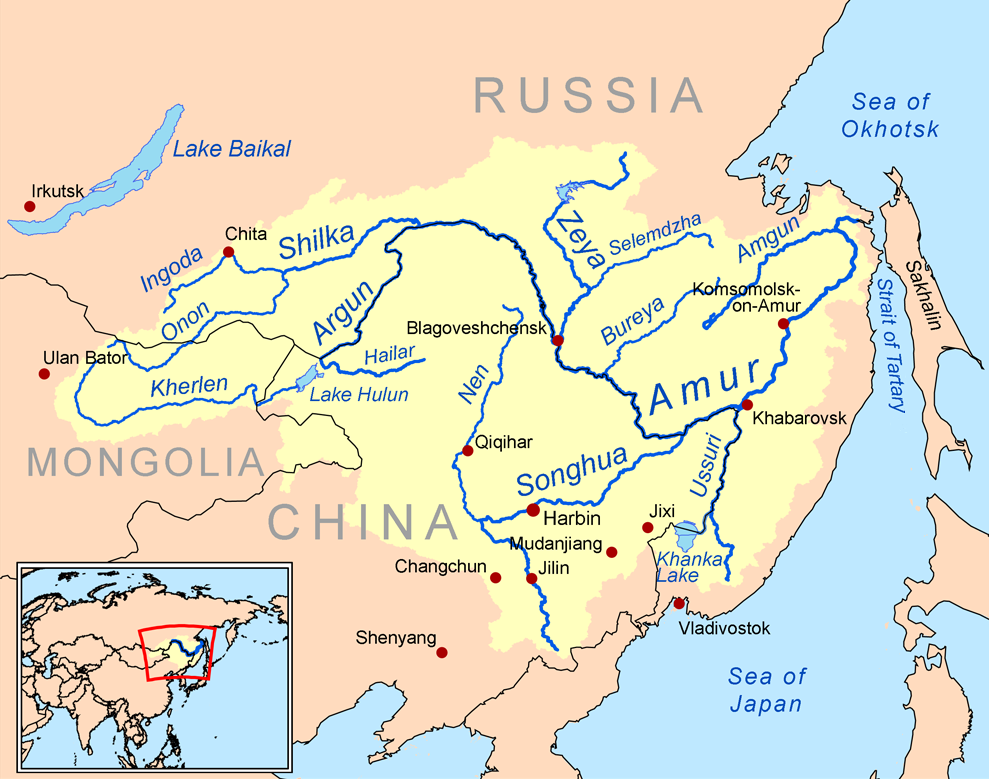
El río Songhua en un mapa de la cuenca del río Amur

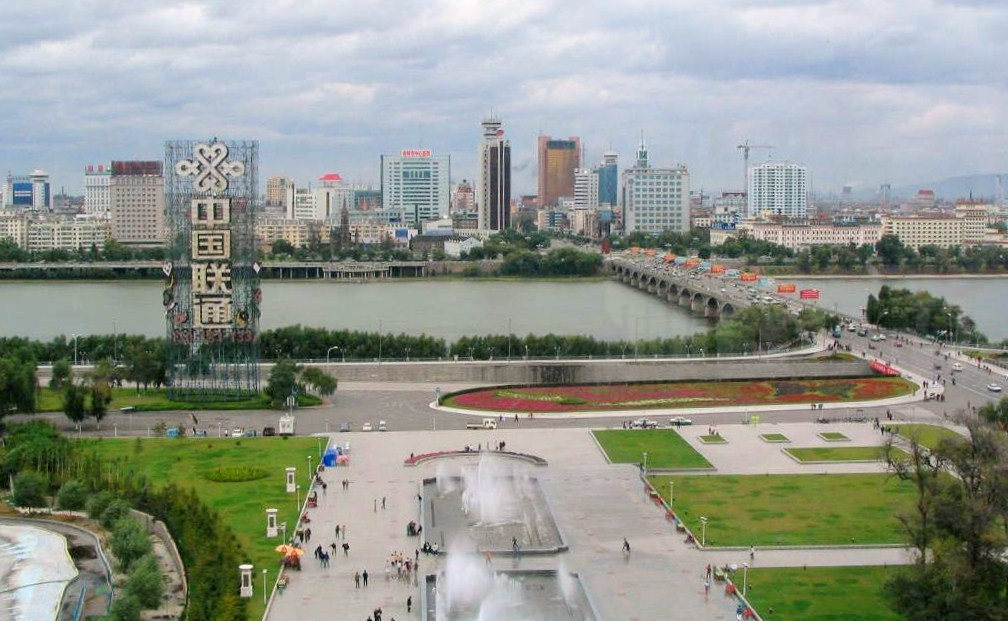
El río a su paso por Jilin

El río Songhua nace en un lago de cráter llamado Lago Celestial con una elevación de 2.189 metros, en la vertiente occidental de las montañas Changbai, no lejos de la frontera con Corea del Norte, en la provincia de Jilin. Se encamina en dirección nornoroeste y llega a un tramo en que está represado, cerca de Fengman, una importante central hidroeléctrica que forma un lago que se extiende unos 62 km aguas arriba. Al pasar la presa, el río llega a la capital Jilin y después a la ciudad de Fuyu. Sigue aguas abajo en la misma dirección hasta recibir, cerca de Daan, a su principal afluente, el largo río Nen (1370 km), que llega del norte.
En la confluencia el río Songhua cambia abruptamente de dirección y se dirige hacia el este. En este mismo punto el río comienza un largo tramo en el que forma la frontera natural entre las provincias de Jilin (sur) y Heilongjiang (norte). El río sigue hacia el este, recibiendo cerca de Harbin al río Hulan. Luego, cruza entre la parte norte y este del sistema de montañas de Manchuria y la cordillera de Khingan, para luego adentrarse en el valle del río Amur y desaguar en él cerca de la ciudad de Dongjiang (más de 100 000 habs. en 2003).
El río Songhua se congela desde finales de noviembre hasta marzo. Su período de mayor caudal ocurre cuando la nieve de las montañas se derrite al comienzo de la primavera. El río es navegable hasta Harbin, en embarcaciones de tamaño mediano. Si éstas son pequeñas, pueden navegar hasta Jilin y el río Nen, terminando en Qiqihar. En noviembre de 2005, las aguas de este río se contaminaron con benceno como consecuencia de unas explosiones en la fábrica petroquímica de Jilin, lo que causó que se cortara el abastecimiento de agua de Harbin, y que Rusia amenazara con un litigio contra China.

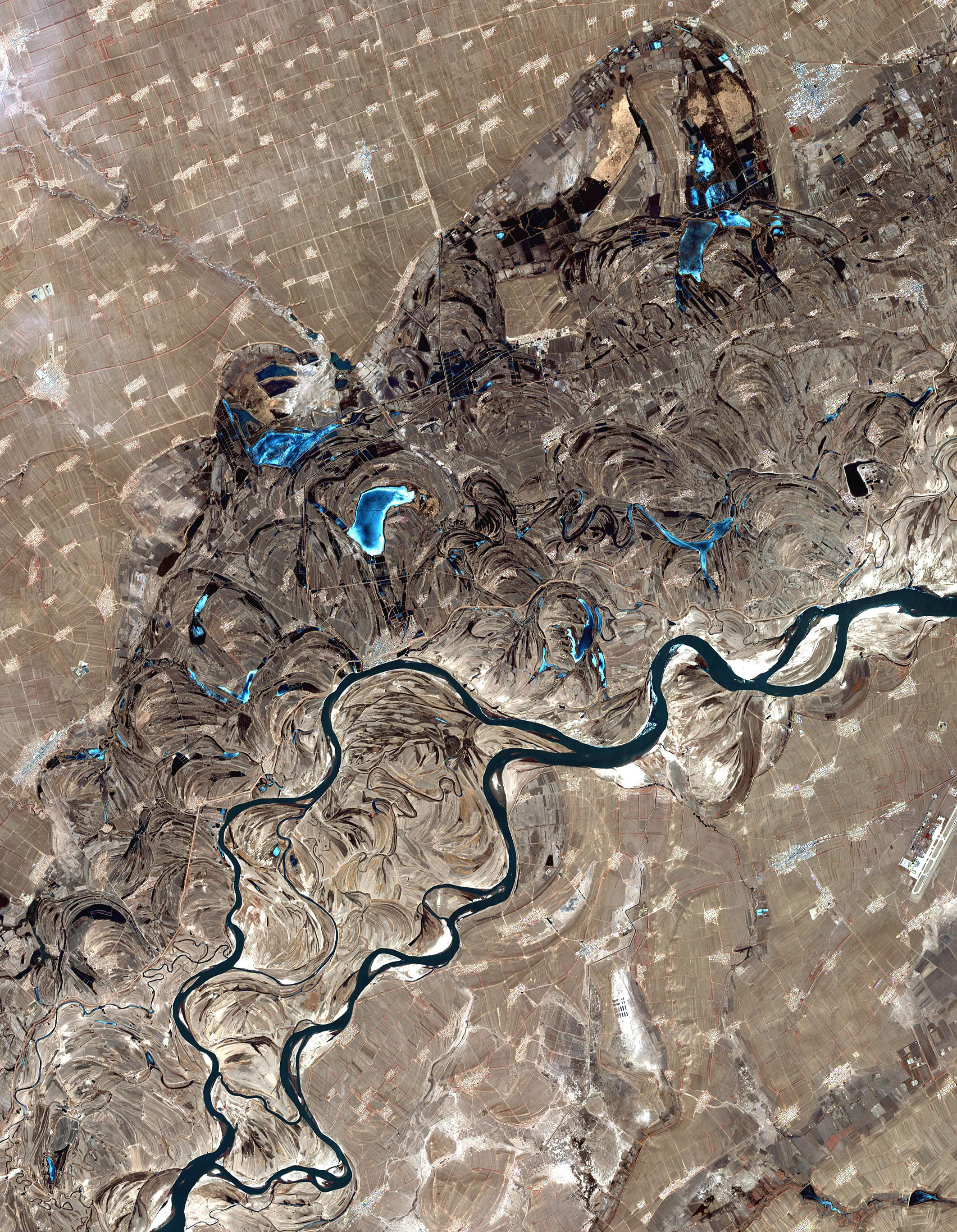
Imagen satelital del río Songhua al este de Harbin

Las principales ciudades a lo largo del río son:
- Harbin (4 754 753 habs. y más de 9 000 000 habs. en el área metropolitana en 2003);
- Jiamusi (1 755 000 hab. en 2000).
- Jilin (1 985 000 habs. y 4 514 000 habs. en el área metropolitana en 2003).

El río fue llamado sunggari ula (río blanco) en la lengua manchú, y se conoce como Sungari (Сунгари) en ruso.

## Historia

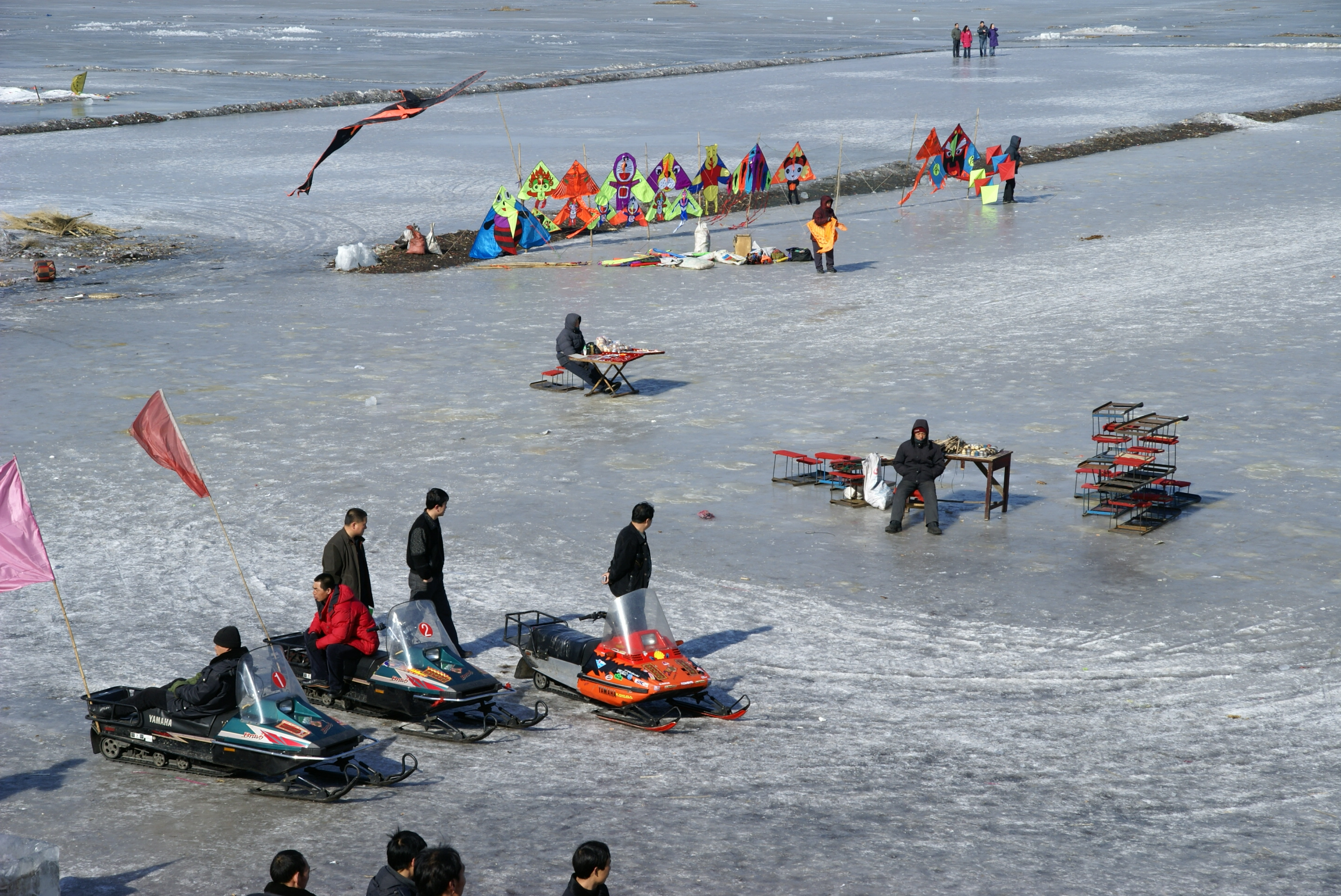
Vendedores sobre el Songhua congelado.

La historia de los reinos y ciudades a lo largo de las orillas del río Songhua, ubicado en el noreste de China, abarca varios milenios, marcados por el auge y la caída de diversas entidades políticas y transformaciones culturales.

### Antigüedad
La cultura Xinglongwa (6200-5400 a. C.) fue una de las primeras culturas neolíticas en la región, conocida por su cerámica y herramientas de piedra. Los asentamientos eran pequeños y principalmente agrarios, basados en el cultivo del mijo y la caza.
La cultura Hongshan (4700-2900 a. C.) es conocida por sus artefactos de jade y prácticas funerarias sofisticadas. La cuenca del río Songhua formaba parte de esta región cultural más amplia, indicando sociedades complejas tempranas.

### Primeros Reinos
El reino Fuyu (siglo II a. C. - 494 d. C.) fue un antiguo reino ubicado en la cuenca del río Songhua, conocido por sus habilidades en equitación y tiro con arco. Fuyu fue finalmente conquistado por el reino de Goguryeo.
Durante el Período Medieval, se destaca el reino Balhae (698-926 d. C.). Este era un poderoso reino que controlaba una gran área, incluyendo partes de la actual noreste de China y Corea. La región del río Songhua era una parte importante de Balhae, con la economía del reino basada en la agricultura, la pesca y el comercio.
La dinastía Liao (907-1125 d. C.) fue establecida por el pueblo Khitan, los Liao controlaban la región del río Songhua. La dinastía Liao vio el desarrollo de ciudades y una economía mixta de agricultura y pastoreo.

### Dinastías Jin y Yuan
La dinastía Jin (1115-1234 d. C.) fue fundada por el pueblo Jurchen, la dinastía Jin expandió su control sobre la cuenca del río Songhua.
Los Jin establecieron un gobierno centralizado y promovieron la agricultura, lo que llevó al crecimiento de ciudades a lo largo del río.
La dinastía Yuan (1271-1368 d. C.) liderada por los mongoles, incorporó la región del río Songhua en su vasto imperio. La región vio un aumento en el comercio y el intercambio cultural debido a la Pax Mongolica.

### Dinastías Ming y Qing
Durante la dinastía Ming (1368-1644 d. C.) la región del río Songhua ocupó un rol menos preponderante, pero siguió siendo estratégicamente importante. El área formaba parte de la frontera noreste, con esfuerzos por controlar a las tribus nómadas y asegurar las fronteras.
La dinastía Qing (1644-1912 d. C.) fue fundada por los Manchúes, que se originaron en la región alrededor del río Songhua. La dinastía Qing vio un desarrollo significativo a lo largo del río, con el establecimiento de centros administrativos y un aumento de la migración Han china.
Harbin, una ciudad importante en el río Songhua, creció rápidamente durante el final del período Qing.

### Desarrollos posteriores
El río Songhua, el mayor ramal del río Heilong, serpentea por Harbin a lo largo de 117 kilómetros y sirve de importante arteria para el desarrollo de la ciudad. En el siglo XVII, bajo el reinado del emperador Kangxi, se estacionaron barcos navales a lo largo de estas zonas, y resistieron con éxito al enemigo ruso invasor. Posteriormente, en 1689, se firmó el Tratado chino-ruso de Nerchinsk. Es el primer acuerdo fronterizo entre el gobierno Qing y el gobierno imperial ruso. El 6 de junio de 1898, un buque de guerra ruso llevó a los ingenieros y topógrafos a realizar un mapa topográfico para la construcción del ferrocarril China-Este. El punto de desembarco es el lugar donde ahora se encuentra el Monumento al Control de Inundaciones. A partir de entonces, el río se convirtió en un lugar muy transitado y por él se transportó gran cantidad de material necesario para la construcción del ferrocarril y, posteriormente, se erigió una moderna ciudad en la orilla sur del río Songhua. 
En noviembre de 2005 el río Shongua se contaminó con benceno. El vertido se extendió 80 kilómetros y acabó llegando al río Amur (Heilong), en la frontera entre China y Rusia. El 28 de julio de 2010, varios miles de barriles de dos plantas químicas de la ciudad china de Jilin fueron arrastrados por las inundaciones. Algunos de ellos contenían 170 kilogramos de material explosivo como cloruro de trimetilsililo y hexametildisiloxano. En 2016, la parte cercana a la ciudad de Jilin se vio afectada por una pequeña inundación.

## Hidrometría - Medición de caudales del Songhua
El caudal del Songhua se registró durante 29 años (entre 1939 y 1979) en Jiamusi, una gran ciudad situado a unos 250 kilómetros aguas arriba de su confluencia con el Amur.
En Jiamusi, la descarga media interanual observada durante este período fue de 2144 m3/s para un área estudiada de 527 795 km2, que es más o menos el 96% de toda la cuenca. Su caudal es comparable al del Rin al final de su curso en los Países Bajos.
El nivel de agua en la zona de captación es, por tanto, de 128 milímetros al año, lo que puede considerarse satisfactorio en una Manchuria relativamente seca. Las precipitaciones medias son escasas y oscilan entre 400 mm en el oeste y 800 mm en el este. Se produce principalmente durante el verano, entre junio y septiembre. El total anual está sujeto a variaciones significativas de un año a otro, con una proporción de uno a tres entre los años húmedos y los secos. El río se alimenta principalmente, por un lado, del deshielo primaveral y, por otro, del monzón de verano, como en todo el Extremo Oriente, lo que debería dar lugar a dos temporadas de crecidas. Pero las dos estaciones, al estar muy próximas en el tiempo, se fusionan hasta formar una sola. El Songhua es, por tanto, un río con un régimen típicamente lluvioso-normal que tiene dos estaciones muy diferenciadas. Las aguas altas se producen de mayo a octubre, ambos inclusive, lo que corresponde al deshielo seguido del monzón de verano y principios de otoño. A finales de octubre, el caudal del río disminuye gradualmente, dando lugar al periodo de estiaje invernal, que tiene lugar de diciembre a marzo. Sin embargo, el río mantiene un caudal bastante constante y generalmente regular durante este periodo. 
El caudal medio mensual observado en febrero (estiaje mínimo) es de 501m3/s, que es una décima parte del caudal medio de agosto 5010m3/s, lo que muestra la amplitud bastante grande de las variaciones estacionales. Durante el período de observación de 29 años, la descarga mensual mínima fue de 132m3/s (febrero de 1979), mientras que la descarga mensual máxima fue de 11800m3/s (agosto de 1956).
El río se congela desde noviembre hasta abril del año siguiente.

## Desastres naturales
- Inundación de 1932

Una de las primeras grandes inundaciones documentadas en el río Songhua. Las fuertes lluvias y el deshielo rápido provocaron un aumento significativo en el nivel del agua, resultando en inundaciones extensas. La falta de infraestructura adecuada para el control de inundaciones exacerbó los daños.
- Inundación de 1957

Otra inundación significativa que causó grandes pérdidas de vidas y propiedades. Este evento subrayó la necesidad urgente de implementar medidas de control de inundaciones y mejorar la infraestructura existente.
- Inundación de 1998

En 1998, China experimentó una de las peores temporadas de inundaciones del siglo XX, y el río Songhua no fue una excepción. Las lluvias torrenciales, combinadas con la deforestación y la mala gestión de los recursos hídricos, provocaron inundaciones severas.
Decenas de miles de personas fueron desplazadas. Las ciudades y pueblos a lo largo del río Songhua, incluyendo Harbin y Jiamusi, sufrieron graves daños en infraestructura, viviendas y tierras agrícolas. La respuesta al desastre incluyó esfuerzos masivos de evacuación y la movilización de recursos para la reconstrucción y la recuperación.
- Explosión de la Planta Química en Jilin

En noviembre de 2005, una planta química en la ciudad de Jilin explotó, liberando grandes cantidades de benceno y otros productos químicos tóxicos en el río Songhua. El incidente causó una grave crisis de agua potable para las ciudades río abajo, especialmente Harbin. Las autoridades tuvieron que cortar el suministro de agua durante varios días, afectando a millones de personas. Este desastre subrayó la vulnerabilidad de las poblaciones a la contaminación industrial y la necesidad de regulaciones ambientales más estrictas.
- Inundaciones de 2013

Durante el verano de 2013, el noreste de China experimentó lluvias inusualmente fuertes, lo que llevó a graves inundaciones en la cuenca del río Songhua. Millones de personas fueron afectadas, con miles desplazadas de sus hogares. La inundación causó pérdidas significativas en la agricultura y dañó infraestructuras esenciales como puentes y carreteras. Las operaciones de rescate y asistencia humanitaria fueron extensivas, involucrando a diversas agencias gubernamentales y organizaciones internacionales.

## Ciudades destacadas a sus orillas

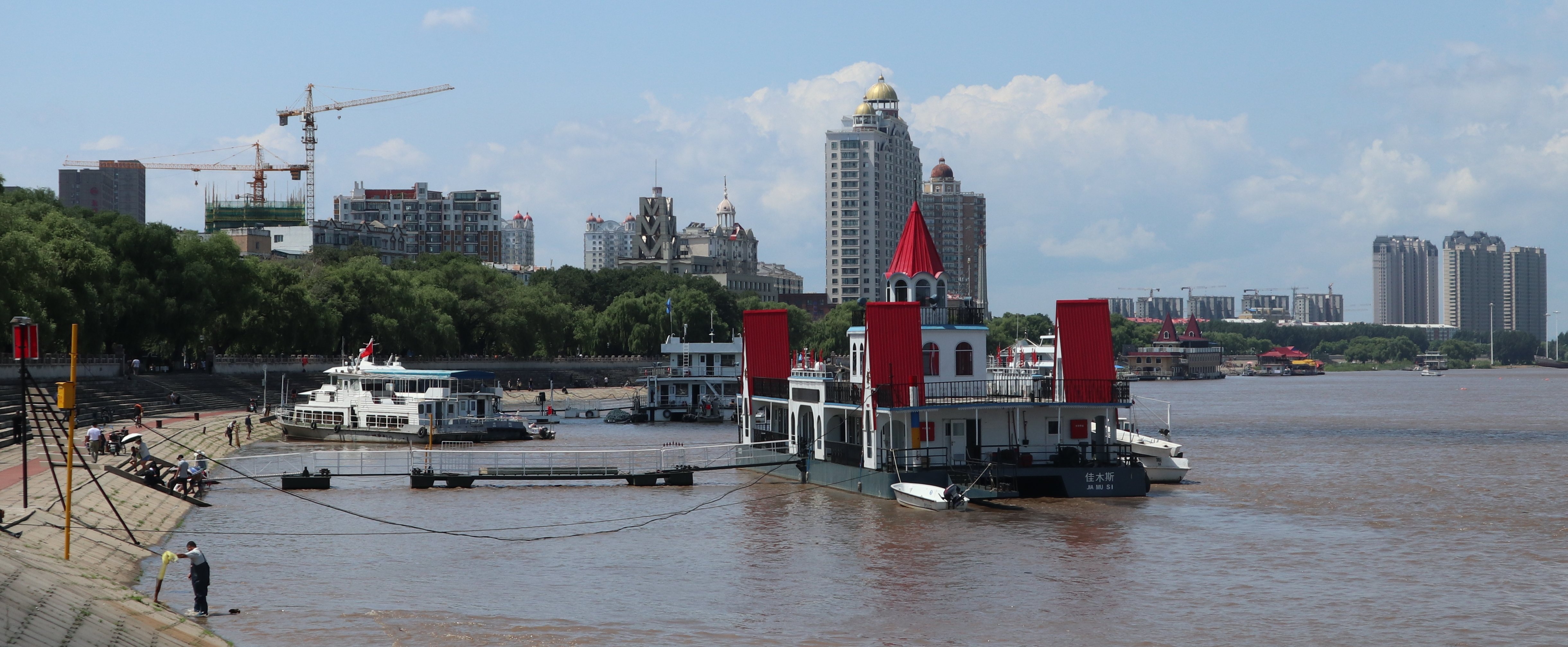
Panorama de la costa sur del río Songhua en Jiamusi.

La ciudad de Harbin fue fundada en 1898 con la construcción del Ferrocarril del Este de China. Creció rápidamente como una ciudad internacional con influencias de comunidades rusas, judías y otras. A principios del siglo XXI, es conocida por su festival de hielo, arquitectura histórica y como un centro industrial.
La ciudad de Jiamusi ubicada más abajo en el río Songhua, se desarrolló como un centro administrativo y agrícola regional. La Jiamusi moderna es conocida por sus productos agrícolas e industrias.
La ciudad de Jilin fue históricamente significativa como un puesto comercial y puesto militar. La ciudad de Jilin a principios del siglo XXI  es conocida por sus industrias petroquímicas y su belleza escénica a lo largo del río Songhua.